# Tramvajová doprava v Houstonu

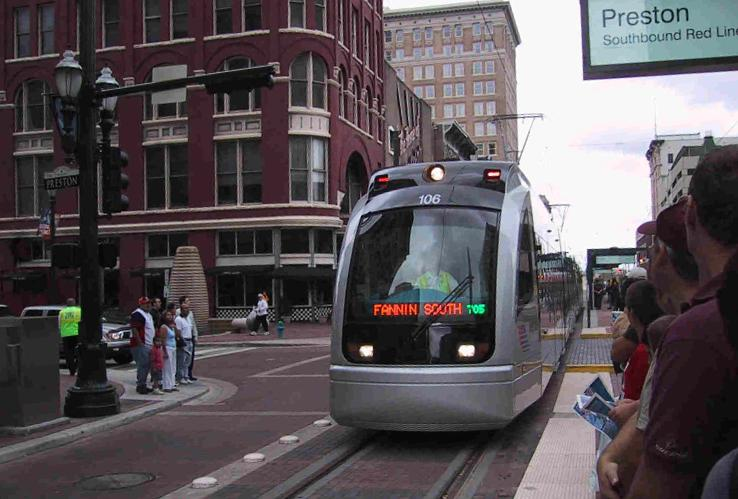
Jeden ze tří typů rychlodrážních tramvají, které v Houstonu jezdí

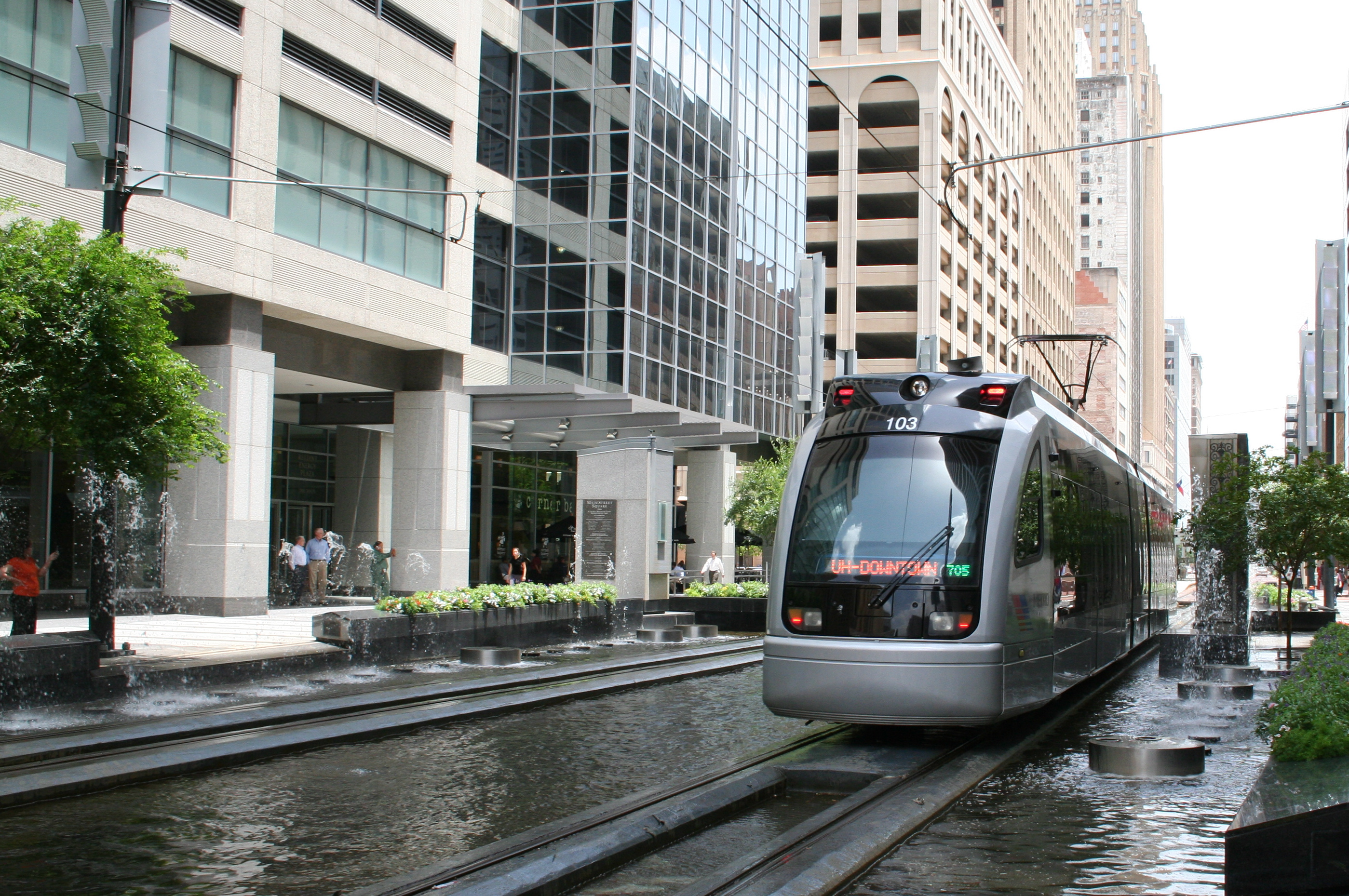
Rychlodrážní tramvaj v koridoru

Tramvajovou dopravu v americkém městě Houston v Texasu tvoří tři linky rychlodrážní tramvaje. Síť obstarávána společností METRO a její celková délka je 24,5 km. Plánováno je dalších 14,8 km, čítajících dvě linky. Celá dráha je samozřejmě segregovaná a z velké části prochází koridorem Main Street. Systém byl otevřen 1. ledna roku 2004, do té doby byl Houston největším americkým městem bez městské hromadné kolejové dopravy.

## Linky
- Červená linka je první z rychlodrážních tramvajových linek v Houstonu. Má celkem 16 stanic. Délka 8,5 km. Otevřena 21. prosince 2013.
- Purpurová linka dlouhá 10,6 km byla otevřena 23. května 2015.
- Zelená trať je v provozu stejně dlouho jako purpurová, ale je dlouhá 5,3 km.
- Modrá a Zlatá linka jsou zatím v plánu. Zlatá bude měřit 7,7 km a modrá 18,3 km.